# Gruffudd ap Maredudd
Gruffudd ap Maredudd was een zoon van Maredudd ab Owain die rond 1070 koning van Deheubarth (zuid-Wales) wast geweest. In 1091, na de dood van edelman Cedifor ap Gollwyn, startten diens zoons een opstand waarin ze probeerden Rhys ap Tewdwr als koning te laten vervangen door Gruffudd, maar Rhys sloeg de opstand neer.
In het Domesday Book wordt Gruffudd genoemd als landeigenaar in Herefordshire.